# Podróż za jeden uśmiech (powieść)
Podróż za jeden uśmiech – powieść dla młodzieży Adama Bahdaja z 1964 roku.

## Fabuła
Poldek i Duduś mają być odwiezieni do swoich matek na wakacje do Międzywodzia, ale na skutek różnych okoliczności muszą dotrzeć z Warszawy nad morze sami. Co więcej, już na samym początku gubią pieniądze. Obrotny Poldek postanawia dotrzeć tam mimo wszystko autostopem.

## Adaptacje filmowe
Na podstawie książki powstał popularny serial telewizyjny i film fabularny pod tym samym tytułem.

## Edycje
- Wydawnictwo „Nasza Księgarnia”, w latach 1964, 1966, 1968, 1973, 1982, 1988 (wszystkie w serii „Klub Siedmiu Przygód”),
- Wydawnictwo Siedmioróg, w latach 1992, 1997 (w serii „Adam Bahdaj przedstawia”),
- Wydawnictwo Philip Wilson, 2001,
- Wydawnictwo Literatura, Łódź 2001, 2007, 2016, 2017, 2018 (w serii „Klub Łowców Przygód”),
- Wydawnictwo Edipresse-Kolekcje, Warszawa 2016 (16. t. serii „Klub książki przygodowej”).

### Tłumaczenia
Książkę przełożono m.in. na język niemiecki (Reise für ein L̋acheln oraz Die Reise ins Unbekannte), estoński (Matk naeratuse eest), czeski (Cesta do neznáma), ukraiński (Podorož za samu usmišku).